# Калулуші
Калулуші (англ. Kalulushi) - місто в центральній Замбії, у провінції Коппербелт. Населення 66 575 (2006, оцінка) .

## Географія
Місто розташоване недалеко від кордону з Конго, за 280 км на північ від столиці країни Лусаки, за 14 км на захід від Кітве, у найближчої залізничної станції. Пов'язаний дорогами з містами Коппербелту: Кітве, Луаншья, Чингола.

## Історія
Засноване в 1952 році як місто для проживання робітників найближчого рудника з видобутку кобальту і міді Чилубульма (англ. Chilubulma). Головне підприємство - «Zambia Consolidated Copper Mines» - займається видобутком кольорових металів.

## Економіка
Головна галузь економіки - кольорова металургія (видобуток міді, кобальту, селена). Харчова, лісова промисловість, хімічна промисловість (виробництво пластмас).

## Навколишнє середовище
На захід Калулуші знаходиться лісовий заповідник чаті (англ. Chati Forest Reserve), на території якого ростуть евкаліпти, тропічна сосна (лат. Pinus tropicalis) і інші види екзотичних рослин, деревина яких використовується місцевою промисловістю.

## Уродженці
- Елі Мамбве (* 1982) — замбійський бадмінтоніст.